# Марентино
Марентѝно (на италиански: Marentino; на пиемонтски: Marentin, Марентин) е село и община в Метрополен град Торино, регион Пиемонт, Северна Италия. Разположено е на 383 m надморска височина. Към 1 януари 2020 г. населението на общината е 1304 души, от които 29 чужди граждани.